# Calista Flockhart
Calista Kay Flockhart (Freeport, Illinois, 11. studenog 1964.), priznata američka glumica, nagrađena Zlatnim globusom, nagradom Ceha filmskih glumaca i nagradom Svjetskog kazališta, nominirana za Emmy. 

## Životopis

### Djetinjstvo
Rodila se u Freeportu, država Illinois. Otac Ronald bio je direktor jedne prehrambene kompanije, a majka Kay Calista učiteljica engleskog jezika. Ima starijeg brata Garyja. Zbog očevog posla često su se selili, tako da je Calista odrastala u nekoliko američkih saveznih država. Maturirala je u državi New Jersey, nakon čega je otišla studirati glumu i diplomirala je 1988. godine.

### Karijera
Aktivna je od 1989. godine. Do sada je nastupila u 20 ostvarenja, a najpoznatija je kao protagonistica serije "Ally McBeal" (1997. – 2002.) Specijalizirala se za sapunice i televiziju. Bori se za prava žena, te je čak nastupala u izvedbi "Vagininih monologa" Eve Ensler. Trenutno glumi ulogu republikanke Kitty Walker-McCallister u seriji "Braća i sestre" TV-postaje ABC.

### Privatni život
Posvojila je dječaka i nadjenula mu ime Liam. Od 2002. u vezi je s glumcem Harrisonom Fordom. 1. travnja 2007. godine Harrison je zaprosio Calistu.

### Zanimljivosti
- Dok je pohađala školu, ljudi su često imali problema s izgovaranjem njenog imena. Calista je tada svima govorila kako se zove Carol.
- Hodala je s glumcem Benom Stillerom i redateljem Samom Mendesom
- Ima ista dva imena kao i njezina majka, samo što idu obrnutim redoslijedom (njezino ime je Calista Kay, a majčino Kay Calista). Ime Calista dolazi od grčke riječi "kallista" što znači "najljepša".
- Calista je bila na audiciji za ulogu Alison Parker u seriji "Melrose Place". Ulogu je dobila Courtney Thorne-Smith, koja je kasnije s Calistom nastupala u seriji "Ally McBeal".

## Filmografija

### Filmske uloge
| Godina | Film                      | Uloga            | Originalni naslov filma                    |
| ------ | ------------------------- | ---------------- | ------------------------------------------ |
| 1993.  | Naked in New York         | studentica glume |                                            |
| 1994.  | Clear Cut                 |                  |                                            |
| 1994.  | Getting In                | Amanda Morel     |                                            |
| 1994.  | Kviz                      | djevojka         | Quiz Show                                  |
| 1995.  | Pictures of baby Jane Doe | Jane             |                                            |
| 1995.  | Drunks                    | Helen            |                                            |
| 1996.  | Krletka                   | Barbara Keeley   | The Birdcage                               |
| 1996.  | Milk & Money              | Christine        |                                            |
| 1997.  | Lažna Amerika             | Diney Majeski    | Telling Lies in America                    |
| 1999.  | San ivanjske noći         | Helena           | A Midsummer Night's Dream                  |
| 2000.  | Na prvi pogled            | Christine Taylor | Things You Can Tell Just by Looking at Her |
| 2004.  | Posljednji pucanj         | Valerie Weston   | The Last Shot                              |
| 2005.  | Fragile                   | Amy Nicholls     | Fragile                                    |

### Televizijske uloge
| Godina        | TV serija                                       | Uloga                    | Napomena                                                           |
| ------------- | ----------------------------------------------- | ------------------------ | ------------------------------------------------------------------ |
| 1989.         | Zvijezda vodilja                                | Elise                    |                                                                    |
| 1991.         | Darrow                                          | Lilian Anderson          | Televizijski film                                                  |
| 1992.         | Lifestories: Families in Crisis                 | Mary-Margaret Carter     | Epizoda: "The Secret Life of Mary Margaret: Portrait of a Bulimic" |
| 1997. – 2002. | Ally McBeal                                     | Ally McBeal              | 112 epizoda                                                        |
| 1998.         | Pravda za sve                                   | Ally McBeal              | Epizoda: "Axe Murderer"                                            |
| 1999.         | Ally                                            | Ally McBeal              |                                                                    |
| 2000.         | Happily Ever After: Fairy Tales for Every Child | Vanna Van                | Epizoda: Rip Van Winkle                                            |
| 2001.         | Bash: Latter-Day Plays                          |                          | Televizijski film                                                  |
| 2006. – 2011. | Braća i sestre                                  | Kitty Walker-McCallister | 86+ epizoda                                                        |

## Vanjske poveznice
- Calista Flockhart u internetskoj bazi filmova IMDb-u (engl.)
- Calista Flockhart na Internet Broadway Databaseu (engl.)